# Victor Civita
Victor Civita (n. 9 februarie 1907, New York City, New York, SUA – d. 24 august 1990, São Paulo, São Paulo, Brazilia) a fost un jurnalist și antreprenor italiano-american, naturalizat brazilian. El s-a stabilit în 1949 în Brazilia, unde a fondat în anul următor compania Editora Abril din São Paulo, care s-a dezvoltat ulterior în Grupo Abril, una dintre cele mai mari edituri din Brazilia.
Este fratele lui César Civita, fondatorul vechii Editorial Abril din Argentina.

## Biografie
S-a născut la New York într-o familie de italieni: tatăl său era un om de afaceri evreu, iar mama sa era cântăreață de operă. Familia lui s-a întors în Italia și s-a stabilit la Milano, unde Victor și-a petrecut tinerețea alături de frații săi, César și Daniel. După ce a absolvit liceul și facultatea și-a urmat fratele în activitatea editorială, lucrând la editura italiană Arnoldo Mondadori Editore. El s-a ocupat cu lansarea în 1932 la Milano a revistei Topolino, primul periodic din lume care conținea personajele create de Walt Disney și echipa lui.
Din cauza adoptării unor legi rasiste fasciste la Roma în 1938, familia Civita, cu o origine parțial evreiască, a părăsit Regatul Italiei și s-a întors la New York. Victor s-a căsătorit cu Sylvana, care era originară din Roma, și au avut împreună doi fii: Roberto și Richard. Familia a trăit câțiva ani la New York. Părinții săi și fratele său, César, s-au mutat în Argentina, unde César a înființat în 1941 editura Editorial Abril din Buenos Aires. În anii 1960 editura argentiniană publica nouă reviste.
În 1949 Victor a călcat pe urmele fratelui său César și s-a stabilit în America de Sud, alegând însă Brazilia și orașul São Paulo. În 1950 a fondat o tipografie și o editură: Editora Abril, care a fost dezvoltată ulterior în Grupo Abril, una dintre cele mai mari edituri din Brazilia.
Civita era bine cunoscut deoarece a lucrat întotdeauna îndeaproape cu angajații săi din companie. El a atașat personal pancarte pe tramvaiele din São Paulo în care făcea reclamă publicațiilor tipărite de compania lui: „Donald Duck a sosit”, atunci când a lansat prima sa revistă în Brazilia. Victo Civita a murit la São Paulo în 1990, la vârsta de 83 de ani.
Fiul său, Roberto Civita (9 august 1936 – 26 mai 2013), a lucrat în cadrul companiei și a devenit apoi președinte al consiliului de administrație și, din 1968, director editorial al Grupo Abril.